# Potrero, Guanajuato
Potrero är en ort i Mexiko.   Den ligger i kommunen Guanajuato och delstaten Guanajuato, i den centrala delen av landet, 290 km nordväst om huvudstaden Mexico City. Potrero ligger 2 472 meter över havet och antalet invånare är 128.
Terrängen runt Potrero är kuperad, och sluttar österut. Runt Potrero är det ganska tätbefolkat, med 124 invånare per kvadratkilometer. Närmaste större samhälle är Guanajuato, 14,0 km söder om Potrero. I omgivningarna runt Potrero växer huvudsakligen savannskog.